# Épieds (Aisne)
Pour les articles homonymes, voir Épieds.
Pour les articles ayant des titres homophones, voir Épiez.
Épieds est une commune française située dans le département de l'Aisne en région Hauts-de-France.

## Géographie

### Localisation
Épieds est située à environ 55 min de Paris et 40 min de Reims, qui sont les deux plus grandes métropoles les plus proches.
La plus grande ville près d'Épieds est Château-Thierry, située à environ 10 min de la commune.

### Communes limitrophes
Les communes limitrophes sont  Beuvardes, Brécy, Bézu-Saint-Germain, Chartèves, Coincy, Mont-Saint-Père et Verdilly.

### Hydrographie
La commune est située dans le bassin Seine-Normandie. Elle est drainée par l'Ordrimouille, le cours d'eau 01 de la commune de Beuvardes, le cours d'eau 01 de la commune d'Epieds, le fossé 01 de la Cour Saint-Mard, le fossé 01 de la Gouttière, le fossé 01 de Moucheton, le fossé 01 de Pimart, le fossé 01 de Trugny, le fossé 02 de la Cour Saint-Mard et le fossé 02 du Point du Jour,,.
L'Ordrimouille, d'une longueur de 16 km, prend sa source dans la commune  et se jette  dans l'Ourcq à Nanteuil-Notre-Dame, après avoir traversé cinq communes.

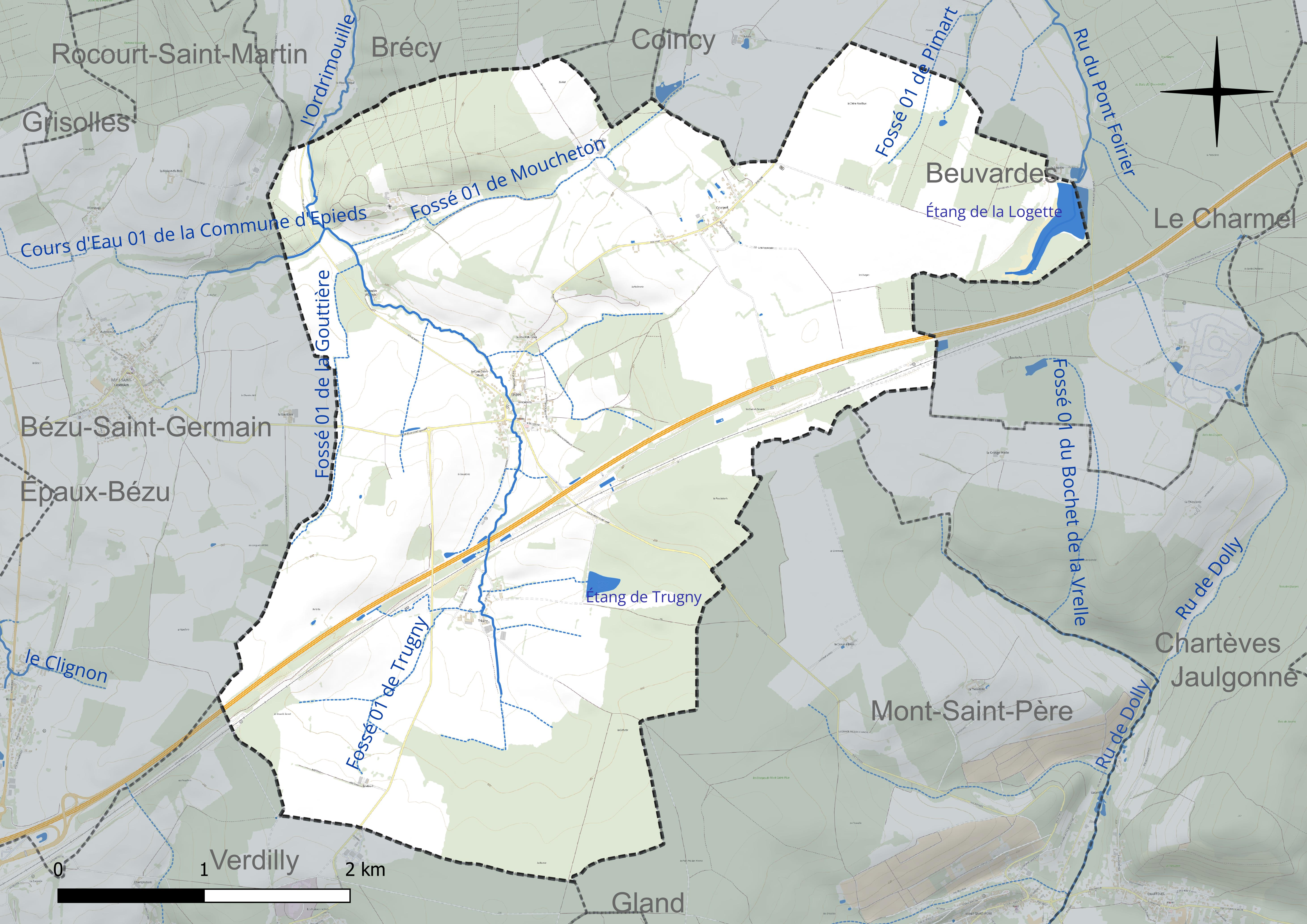
Réseau hydrographique d'Épieds.

Deux plans d'eau complètent le réseau hydrographique : l'étang de la Logette, d'une superficie totale de 10,1 ha (8,7 ha sur la commune) et l'étang de Trugny (2,5 ha),.

### Climat
Pour des articles plus généraux, voir Climat des Hauts-de-France et Climat de l'Aisne.
En 2010, le climat de la commune est de type climat océanique dégradé des plaines du Centre et du Nord, selon une étude du CNRS s'appuyant sur une série de données couvrant la période 1971-2000. En 2020, Météo-France publie une typologie des climats de la France métropolitaine dans laquelle la commune est exposée à un climat océanique altéré et est dans la région climatique Nord-est du bassin Parisien, caractérisée par un ensoleillement médiocre, une pluviométrie moyenne régulièrement répartie au cours de l'année et un hiver froid (3 °C).
Pour la période 1971-2000, la température annuelle moyenne est de 10,3 °C, avec une amplitude thermique annuelle de 15,1 °C. Le cumul annuel moyen de précipitations est de 766 mm, avec 11,8 jours de précipitations en janvier et 8,5 jours en juillet. Pour la période 1991-2020, la température moyenne annuelle observée sur la station météorologique la plus proche, située sur la commune de Blesmes à 8 km à vol d'oiseau, est de 10,6 °C et le cumul annuel moyen de précipitations est de 713,0 mm,. Pour l'avenir, les paramètres climatiques de la commune estimés pour 2050 selon différents scénarios d'émission de gaz à effet de serre sont consultables sur un site dédié publié par Météo-France en novembre 2022.

## Urbanisme

### Typologie
Au 1er janvier 2024, Épieds est catégorisée commune rurale à habitat dispersé, selon la nouvelle grille communale de densité à 7 niveaux définie par l'Insee en 2022.
Elle est située hors unité urbaine. Par ailleurs la commune fait partie de l'aire d'attraction de Château-Thierry, dont elle est une commune de la couronne,. Cette aire, qui regroupe 52 communes, est catégorisée dans les aires de moins de 50 000 habitants,.

### Occupation des sols

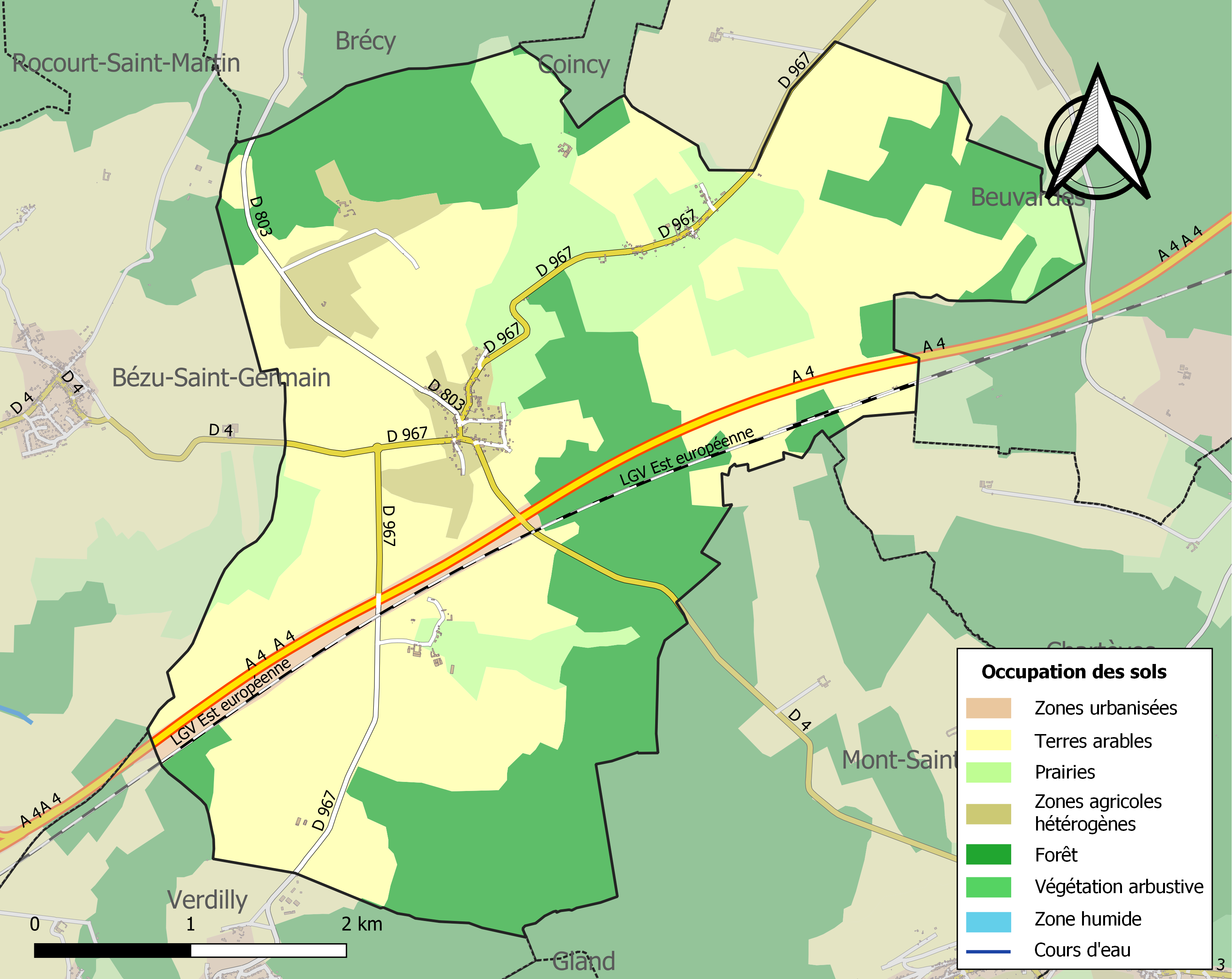
Carte des infrastructures et de l'occupation des sols de la commune en 2018 (CLC).

L'occupation des sols de la commune, telle qu'elle ressort de la base de données européenne d'occupation biophysique des sols Corine Land Cover (CLC), est marquée par l'importance des territoires agricoles (66,1 % en 2018), en diminution par rapport à 1990 (68,7 %). La répartition détaillée en 2018 est la suivante : 
terres arables (46,4 %), forêts (31,3 %), prairies (14,8 %), zones agricoles hétérogènes (5 %), zones industrielles ou commerciales et réseaux de communication (2,7 %).
L'évolution de l'occupation des sols de la commune et de ses infrastructures peut être observée sur les différentes représentations cartographiques du territoire : la carte de Cassini (XVIIIe siècle), la carte d'état-major (1820-1866) et les cartes ou photos aériennes de l'IGN pour la période actuelle (1950 à aujourd'hui).

### Lieux-dits, hameaux et écarts

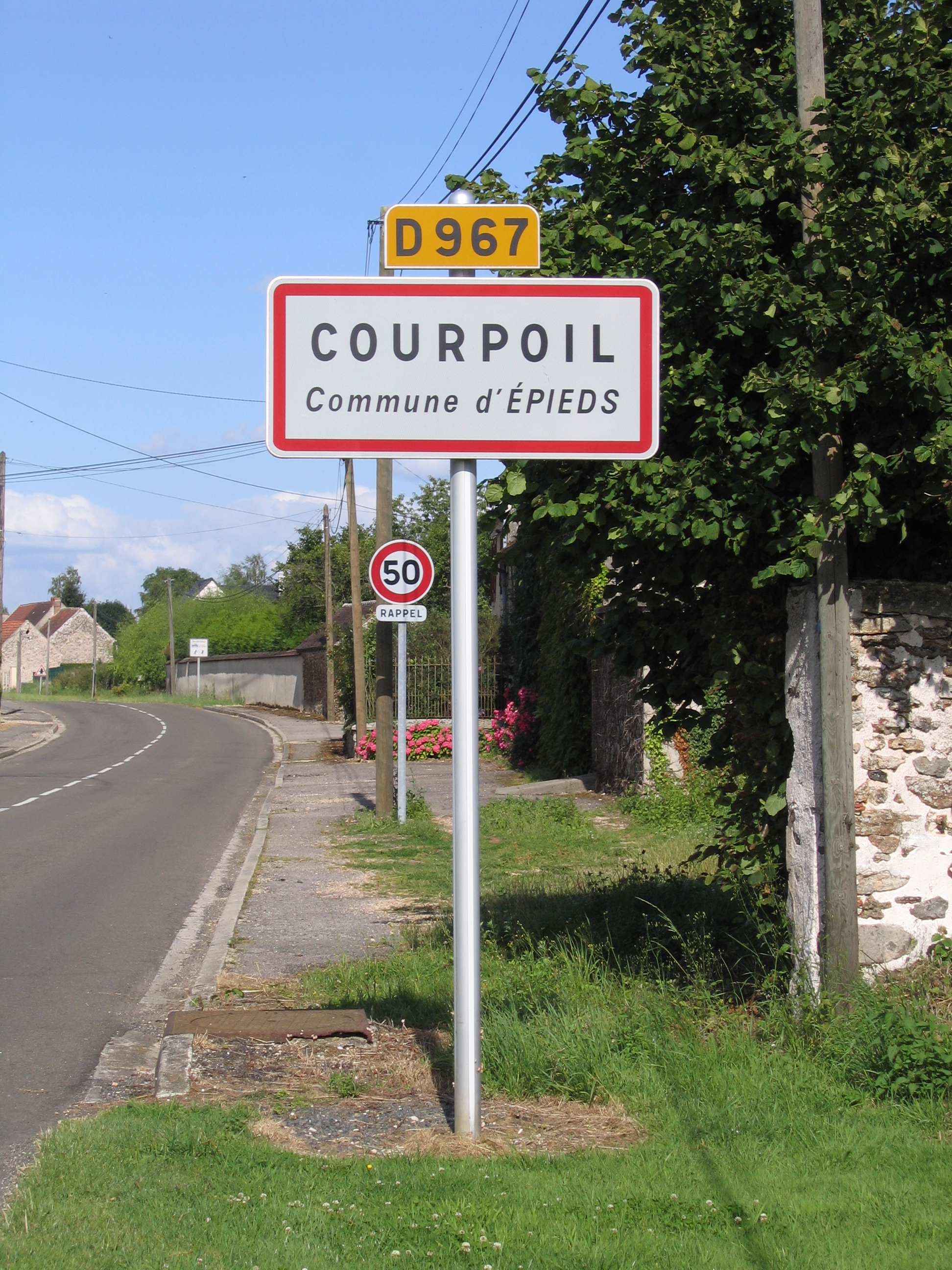
Le célèbre lieu-dit Courpoil, près d'Épieds, dans le "bas" de l'Aisne.

La commune compte plusieurs hameaux : 
- Courpoil ;
- Trugny ;
- Château de Moucheton.

### Habitat et logement
En 2018, le nombre total de logements dans la commune était de 177, alors qu'il était de 172 en 2013 et de 159 en 2008.
Parmi ces logements, 88,2 % étaient des résidences principales, 5,1 % des résidences secondaires et 6,7 % des logements vacants. Ces logements étaient pour 96,7 % d'entre eux des maisons individuelles et pour 2,8 % des appartements.
Le tableau ci-dessous présente la typologie des logements à Épieds en 2018 en comparaison avec celle de l'Aisne et de la France entière. Une caractéristique marquante du parc de logements est ainsi une proportion de résidences secondaires et logements occasionnels (5,1 %) supérieure à celle du département (3,5 %) mais inférieure à celle de la France entière (9,7 %). Concernant le statut d'occupation de ces logements, 86,8 % des habitants de la commune sont propriétaires de leur logement (86,8 % en 2013), contre 61,6 % pour l'Aisne et 57,5 % pour la France entière.
| Typologie                                               | Épieds | Aisne | France entière |
| ------------------------------------------------------- | ------ | ----- | -------------- |
| Résidences principales (en %)                           | 88,2   | 86,7  | 82,1           |
| Résidences secondaires et logements occasionnels (en %) | 5,1    | 3,5   | 9,7            |
| Logements vacants (en %)                                | 6,7    | 9,8   | 8,2            |

## Toponymie
Le nom de la localité est attesté sous les formes Spicarium juxta villam que dicitur Espiers (1110) ; Espies, Espiers-en-Brie (1342) ; Espiers-en-Tardenoys (1344) ; Espierz (1347) ; Espiez (1432) ; Espied (1593) ; Espieds (1709).
L'origine du nom est le mot latin spicarium, « grange où l'on entasse le blé », un dérivé de spica (épi en latin).
Homonymie avec Épieds (Eure), Épieds (Maine-et-Loire) et Épieds-en-Beauce.

## Histoire

Épieds en 1916
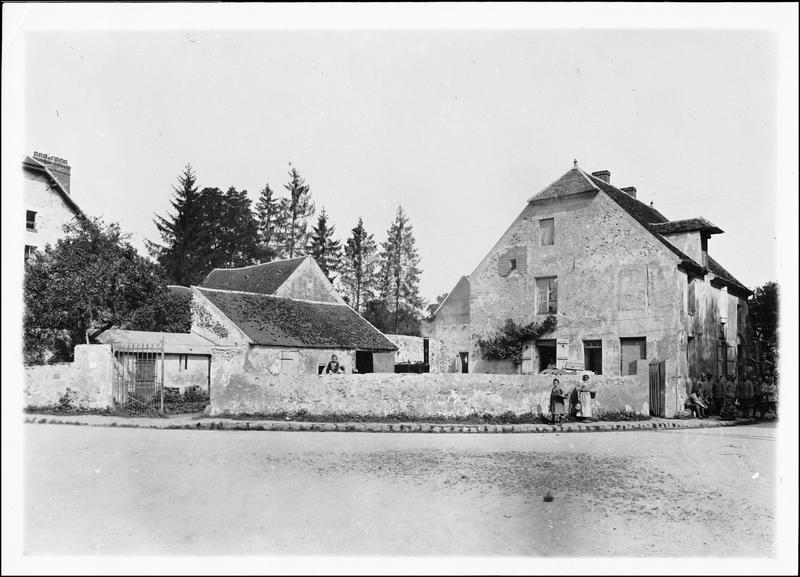
Ferme.
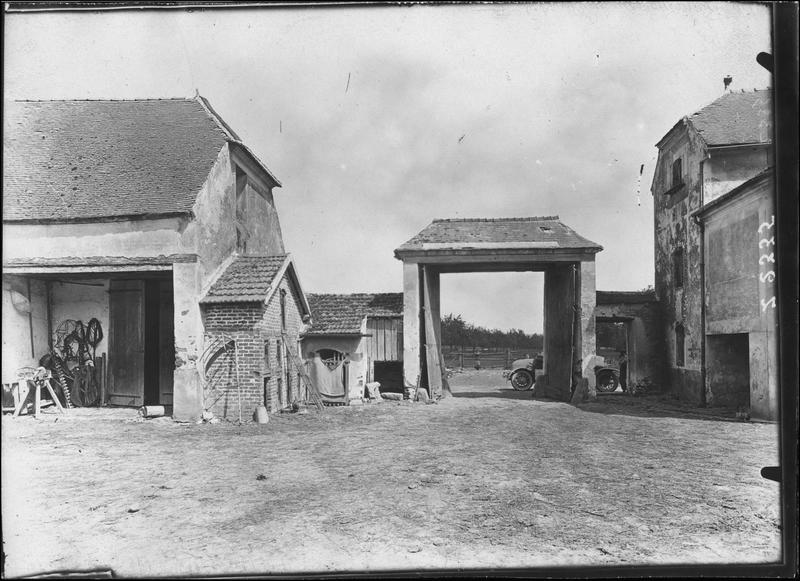
Cour de ferme.
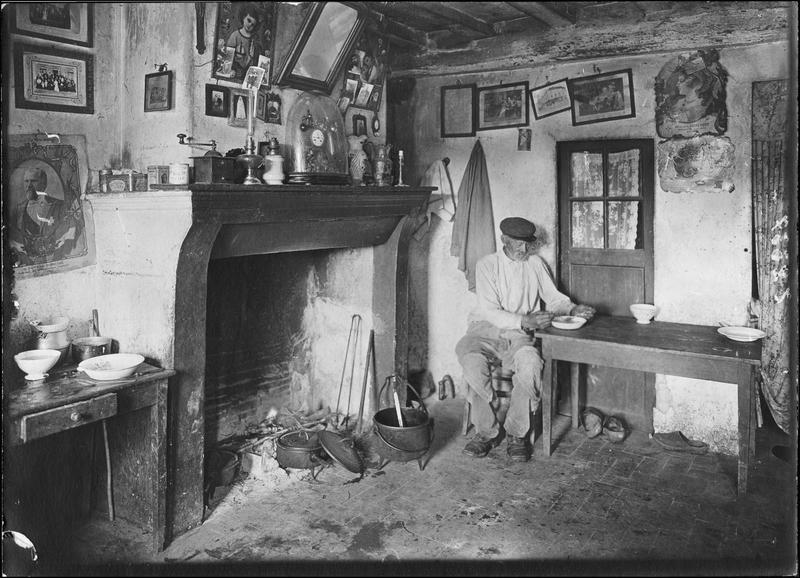
Paysan à table.
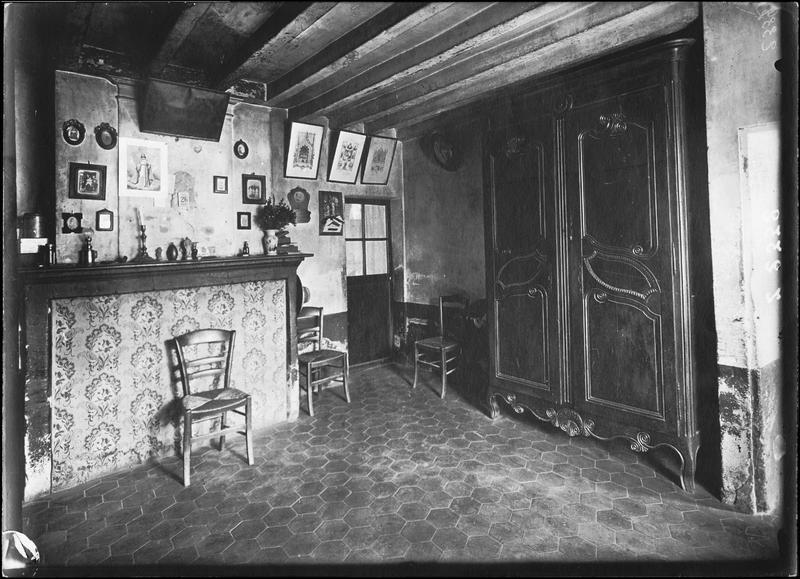
Intérieur de maison
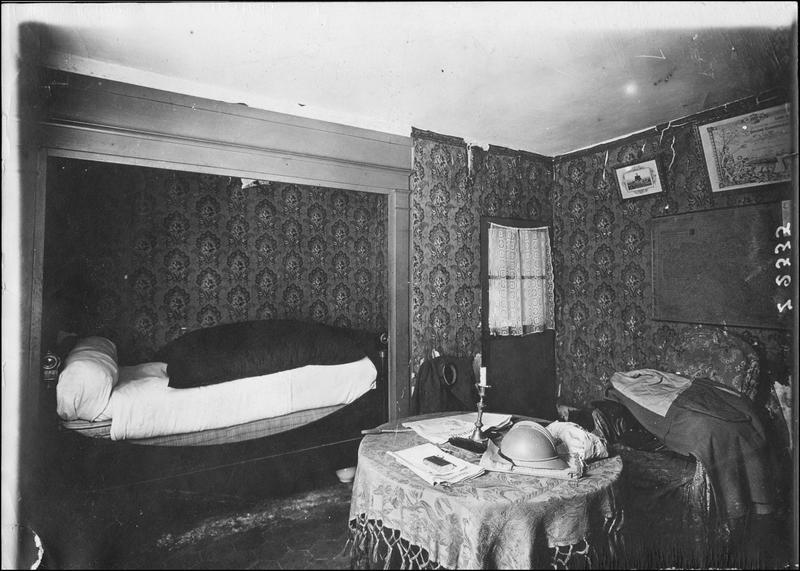
Intérieur de maison. Casque de poilu sur la table.

Première Guerre mondiale.
La commune se trouve dans la zone des combats de la bataille de Château-Thierry, notamment le 21 juillet 1918, qui intervient dans le cadre de la seconde bataille de la Marne de 1918.

## Politique et administration

### Rattachements administratifs et électoraux
La commune se trouve depuis 1942 dans l'arrondissement de Château-Thierry du département de l'Aisne. Pour l'élection des députés, elle fait partie depuis 1958 de la cinquième circonscription de l'Aisne.
Elle fait partie depuis 1801 du canton de Château-Thierry. Dans le cadre du redécoupage cantonal de 2014 en France, ce canton, dont la commune est toujours membre, est modifié.

### Intercommunalité
La commune était membre de la communauté de communes de la Région de Château-Thierry, créée fin 1995.
La loi portant nouvelle organisation territoriale de la République (Loi NOTRe), promulguée le 7 août 2015, redéfinit les compétences attribuées à chaque échelon territorial et prévoit que les établissements publics de coopération intercommunale (EPCI) à fiscalité propre doivent avoir un minimum de 15 000 habitants.
Dans ce cadre, cette communauté de communes  fusionne avec d'autres petites intercommunalités pour former le 1er janvier 2017 la communauté d'agglomération de la Région de Château-Thierry, dont la commune est désormais membre.

### Liste des maires
| Période                                  | Période                        | Identité       | Étiquette | Qualité                           |
| ---------------------------------------- | ------------------------------ | -------------- | --------- | --------------------------------- |
| Les données manquantes sont à compléter. |                                |                |           |                                   |
|                                          |                                |                |           |                                   |
| avant 1875                               | après 1876                     | M. Carré       |           |                                   |
|                                          |                                |                |           |                                   |
| 2001                                     | mars 2014                      | Pierre Agron   |           |                                   |
| mars 2014                                | octobre 2016                   | Thierry Martel | SE        | Employé Décédé en cours de mandat |
| janvier 2017,                            | En cours (au 9 septembre 2023) | Didier Crenet  |           | Réélu pour le mandat 2020-2026    |

## Démographie
L'évolution du nombre d'habitants est connue à travers les recensements de la population effectués dans la commune depuis 1793. Pour les communes de moins de 10 000 habitants, une enquête de recensement portant sur toute la population est réalisée tous les cinq ans, les populations de référence des années intermédiaires étant quant à elles estimées par interpolation ou extrapolation. Pour la commune, le premier recensement exhaustif entrant dans le cadre du nouveau dispositif a été réalisé en 2004.

En 2022, la commune comptait 411 habitants, en évolution de +7,03 % par rapport à 2016 (Aisne : −1,97 %, France hors Mayotte : +2,11 %).
| 1793 | 1800 | 1806 | 1821 | 1831 | 1836 | 1841 | 1846 | 1851 |
| ---- | ---- | ---- | ---- | ---- | ---- | ---- | ---- | ---- |
| 420  | 442  | 448  | 350  | 418  | 414  | 458  | 473  | 481  |

| 1856 | 1861 | 1866 | 1872 | 1876 | 1881 | 1886 | 1891 | 1896 |
| ---- | ---- | ---- | ---- | ---- | ---- | ---- | ---- | ---- |
| 429  | 393  | 379  | 359  | 376  | 369  | 365  | 383  | 350  |

| 1901 | 1906 | 1911 | 1921 | 1926 | 1931 | 1936 | 1946 | 1954 |
| ---- | ---- | ---- | ---- | ---- | ---- | ---- | ---- | ---- |
| 350  | 323  | 268  | 256  | 266  | 227  | 220  | 232  | 201  |

| 1962 | 1968 | 1975 | 1982 | 1990 | 1999 | 2004 | 2006 | 2009 |
| ---- | ---- | ---- | ---- | ---- | ---- | ---- | ---- | ---- |
| 206  | 192  | 175  | 232  | 332  | 332  | 353  | 350  | 386  |

| 2014 | 2019 | 2022 | - | - | - | - | - | - |
| ---- | ---- | ---- | - | - | - | - | - | - |
| 384  | 409  | 411  | - | - | - | - | - | - |

## Culture locale et patrimoine

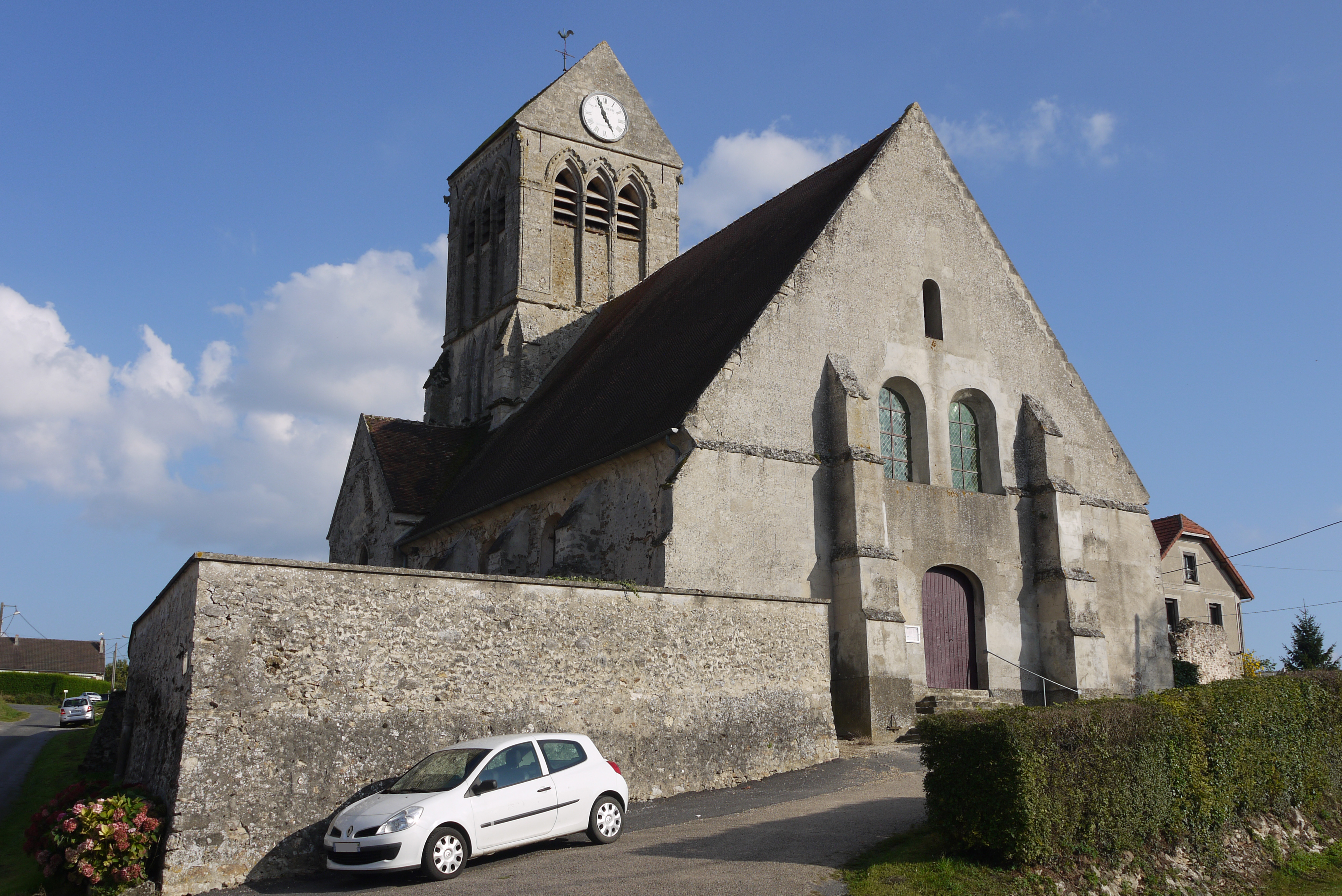
L'église Saint-Médard.

### Lieux et monuments
- L'église Saint-Médard, construite aux XIIe et XIIIe siècles et constituée d'une nef avec deux bas-côtés, d'un transept et d'un chœur est classée aux Monuments Historiques depuis 1920[36]. Le chœur et le transept, de style gothique primitif, datent du XIIe siècle, la nef et ses bas-côtés, ornés de beaux chapiteaux, sont plus récents, et le clocher a été construit au XIIIe siècle. Elle comprend la dalle funéraire, sans effigie, d'Antoine de Berthomeuf, seigneur de Moucheton, datant de 1772[37], ainsi qu'une autre pierre tombale, divisée aujourd'hui en deux parties dans le sens de la longueur, indiquant la sépulture d'un ancien curé de la paroisse, décédé en 1620[38]. On note également une statue de la Vierge à l'enfant en pierre du XIVe siècle[39].

- Le château  de Moucheton, élevé à la fin du XVIe siècle et remanié en style troubadour au XIXe siècle, résidence privée de la famille d'Ainval : les façades et les toitures du château, ainsi que les bâtiments de la ferme et le moulin, construits au XVIIe ou au début du  XVIIIe siècle sont classés aux monuments historiques depuis 1992. Ils sont construits en moellons et enduits au plâtre gros selon les procédés de construction de la Brie, et témoignent de l'évolution d'un petit domaine seigneurial de la fin du XVIe siècle au milieu du XIXe siècle[40]. Selon Salch la première construction daterait du XIIIe siècle[41].
- Deux lavoirs, l'un situé au village, l'autre au hameau de Trugny[42].

### Personnalités liées à la commune
- Jacques Begoügne de Juniac (1762-1841), colonel du 1er régiment de hussards des armées de la Révolution et de l'Empire en 1807, fut maire de la commune. Il démissionna de son mandat en 1816.

## Pour approfondir